# Raion d'Horodnià
Raion d'Horodnià (en ucraïnès: Городнянський район) va ser un raion de l'óblast de Txerníhiv, al nord d'Ucraïna. El seu centre administratiu es trobava a la ciutat d'Horodnià. El raion va ser abolit el 18 de juliol del 2020 com a part de la reforma administrativa d'Ucraïna, que va reduir el nombre de raions de l'óblast de Txerníhiv a cinc. L'àrea del Raion d'Horodnià es va fusionar amb el Raion Txerníhiv.
L'última estimació de la població del raion era de 26.850 (2020).
En el moment de la dissolució, el raion constava de dues hromades:
- Horodnià hromada urbana amb l'administració a Horodnià;
- Tupitxiv hromada rural amb l'administració al poble de Tupitxiv.